# Boekreserve
Een boekreserve is een systeem van financiering van pensioen dat berust op het vermogen van de onderneming. Het is niet meer dan een belofte van de werkgever. Voor de onderneming is het toegezegde pensioen een voorwaardelijke verplichting, waarvoor gereserveerd moet worden. Er wordt echter door de toezegging geen kapitaal aan de onderneming onttrokken.
Voor een boekreservepensioen wordt gewoonlijk geen pensioenpremie betaald. Het recht op pensioen gaat meestal in na een afgesproken periode volgend op indiensttreding, die vaak langer is dan gebruikelijk bij kapitaalgedekte pensioenen en vervalt onmiddellijk bij ontslag. Bij ingang heeft de begunstigde recht op het gehele pensioen; er worden geen rechten opgebouwd.
In Nederland is financiering van pensioen met een boekreserve niet toegestaan. In Duitsland is een boekreserve pensioen nog vrij normaal, vooral in middelgrote en grote bedrijven. In Portugal bestaan boekreserves bijna alleen nog in de grote staatsbedrijven van voor de revolutie van 1974. In de Verenigde Staten zijn boekreserve pensioenen in feite onmogelijk gemaakt met de huidige pensioenwet (ERISA). Het afnemend voorkomen van boekreservepensioenen heeft te maken met de nadelen er van. Het systeem is een hindernis bij het aannemen van oudere werknemers en een aansporing om oudere werknemers te ontslaan. Het kan desastreuze gevolgen hebben voor oudere werknemers, die vlak voor hun pensionering worden ontslagen en geen nieuwe baan meer kunnen vinden. Bovendien maakt het de begunstigden afhankelijk van het voortbestaan van de onderneming. Dit werd pijnlijk duidelijk in 1963, toen de Amerikaanse autofabrikant Studebaker failliet ging en de 10.500 werknemers vrijwel zonder pensioenrechten kwamen. De gepensioneerden werden uit de failliete boedel betaald. Werknemers in de leeftijdsgroep 40 tot 59 met ten minste 10 dienstjaren kregen ongeveer 15% van de pensioentoezegging. De rest kreeg niets.